# Karl Schaefer (Winzer)

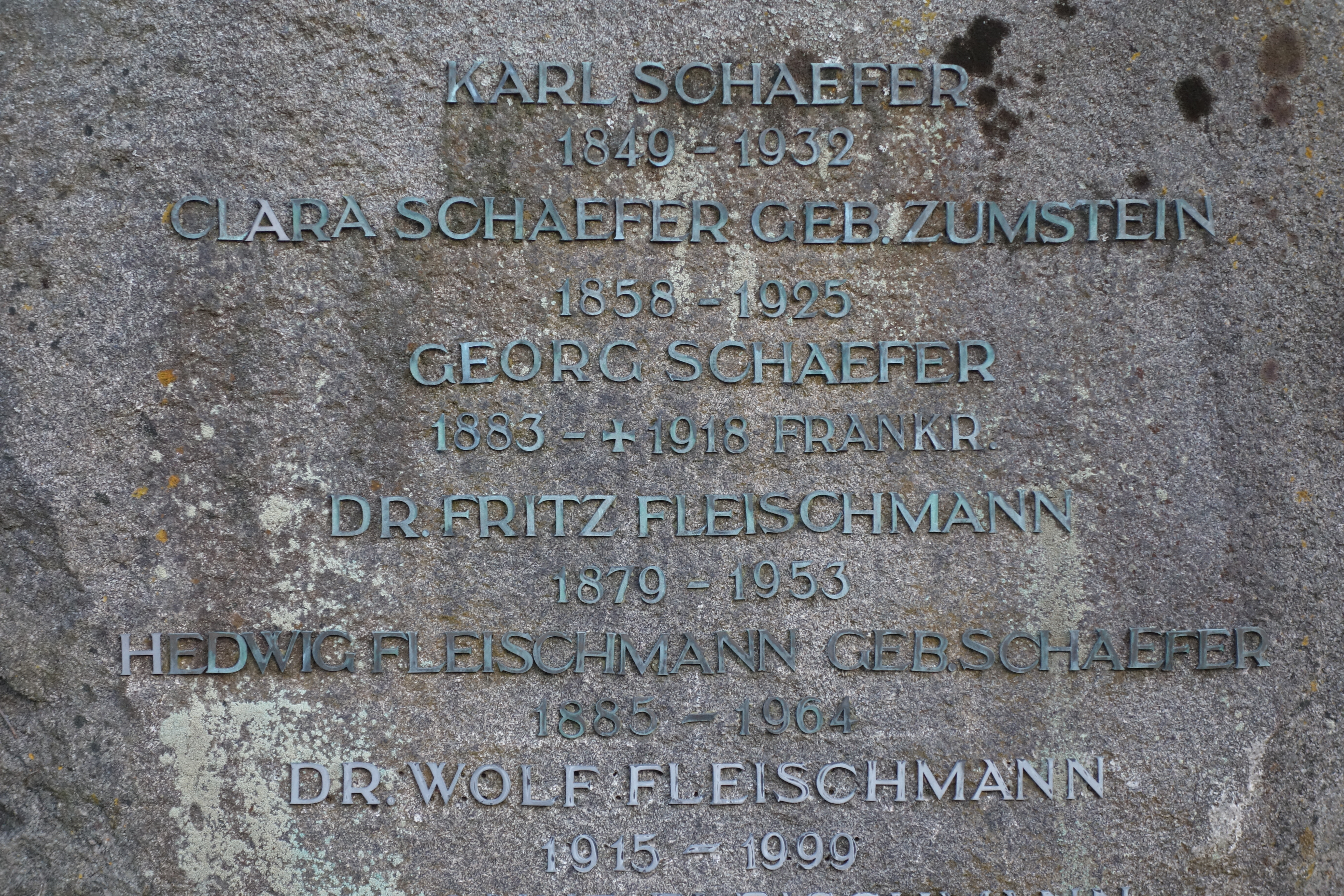
Grabinschrift Karl Schaefers und seiner Familie auf dem Bad Dürkheimer Friedhof (Gräberfeld D gegenüber der nördlichen Mauer)

Karl Schaefer, geboren als Karl Schäfer (* 11. April 1849 in Dürkheim; † 28. Februar 1932 in Bad Dürkheim), war ein deutscher Winzer und pfälzischer Weingutsbesitzer, bedeutend vor allem wegen seines Engagements für die Kommunalentwicklung und Heimatpflege von Bad Dürkheim und Umgebung.

## Leben
Karl Schaefer, Ökonomierat, übernahm das Weingut seines Vaters, des Arztes Christian Schaefer, das durch Schenkung aus der Familie der Mutter Henriette Schaefer, geb. Fitz, erweitert worden war. Er prägte und entwickelte es nachhaltig, so dass das bis heute bestehende Weingut seinen Namen trägt. Wie sein älterer Bruder Hermann änderte er die Schreibweise des Nachnamens in Schaefer (statt Schäfer).
Schaefer war 1873 Gründungsmitglied des Drachenfels-Clubs – Verschönerungs-Verein von Dürkheim und Umgebung und hatte von 1893 bis 1926 dessen Vorsitz inne. Er zeichnete verantwortlich für die Bauarbeiten am Bismarckturm und kümmerte sich besonders um die Anlage eines weiträumigen Netzes von Wanderwegen in der Umgebung von Bad Dürkheim, die er auch in einem Führer beschrieb.
Er war verheiratet mit Clara, geb. Zumstein. Der Sohn Georg fiel kurz vor Ende des Ersten Weltkriegs in Frankreich. Die Tochter Hedwig heiratete Fritz Fleischmann, und zusammen führten sie das Weingut weiter. Die heutigen Inhaber des Guts sind keine direkten Nachkommen Karl Schaefers, der eingeführte Name blieb aber bestehen.

## Weingut
Das Weingut Karl Schaefer gehörte zu den Gründungsmitgliedern des Verband Deutscher Prädikatsweingüter (VDP) und wird heute in sechster Generation geführt. Die Rebfläche umfasst 16,60 ha, auf der zu 85 % Riesling sowie u. a. Weiß-, Grau- & Spätburgunder angebaut werden.

## Werke
- Wegweiser für Dürkheim und seine Umgebung – kurze Beschreibung der markierten Wege auf dem erweiterten Gebiete des Drachenfels-Clubs (a.V.) Verschönerungs-Verein von Dürkheim und Umgebung, Rheinberger, Dürkheim 1896.
- Führer von Bad Dürkheim und Umgebung, Bad Dürkheim, drei Auflagen 1910–1922.

## Ehrungen
- Benennung des Karlswegs, eines Treppenweges zur Kastaniendelle.[3]
- Bau der Schaeferwarte oberhalb von Bad Dürkheim.[4]